# رابرت براکمن
رابرت تی. براکمن (Robert T. Brockman)، میلیاردر آمریکایی و مدیرعامل سابق شرکت نرم‌افزاری «رینولدز & رینولدز» واقع در ایالت اوهایو است. در اکتبر سال ۲۰۲۰، او به فرار مالیاتی به ارزش دو میلیارد دلار متهم شد.

## اوایل زندگی و تحصیلات
براکمن در شهر سن پترزبورگ ایالت فلوریدا با بردارش، توماس دیوید براکمن، پرورش یافت. پدرش، آلفرد یوجین براکمن، صاحب پمپ بنزین و مادرش، پرل، فیزیوتراپیست بود. براکمن مدت کوتاهی در سنتر کالج در شهر دنویل واقع در ایالت کنتاکی حضور یافت و بعدها در سال ۱۹۶۳ از دانشگاه فلوریدا با درجهٔ ممتاز فارغ‌التحصیل شد و عضوی از انجمن افتخاری کسب‌وکار آن دانشگاه بود.

## حرفه
در سال ۱۹۶۴، براکمن فعالیت خود را به‌عنوان کارآموز بازاریابی در شرکت فورد موتور آغاز کرد و همزمان نیروی ذخیره در نیروی دریایی ارتش بود. میان سال‌های ۱۹۶۶ تا ۱۹۷۰، او در دفتر خدمات شرکت IBM به‌عنوان فروشندهٔ برجستهٔ ایالات متحده فعالیت می‌کرد.
در سال ۱۹۷۰، براکمن در اتاق نشیمن خانهٔ خود، شرکت سیستم‌های فراگیر کامپیوتر را تأسیس نمود. این سیستم نرم‌افزاری کامپیوتری مختص معاملات ماشین بود. این شرکت اولین سیستم کامپیوتری خود را در حوزهٔ معاملات ماشین در سال ۱۹۸۲ به فروش رساند.
این شرکت در ۸ اوت سال ۲۰۰۶ با شرکت رینولدز و رینولدز ادغام شد. پس از این ادغام، براکمن مدیرعامل شرکت جدید شد.

## هزینه‌های تخلفات مالیاتی
یک کیفرخواست مشتمل بر ۳۹ تخلف مختلف علیه براکمن در سپتامبر ۲۰۲۰ در بخش شمالی ایالت کالیفرنیا تنظیم شد. براکمن متهم به مشارکت در طرحی ۲۰ ساله برای اختفای حدود ۲ میلیارد دلار درآمد از سازمان خدمات درآمد داخلی آمریکا شد. فهرست اتهامات وی فرار مالیاتی، کلاه‌برداری الکترونیکی، پول‌شویی و عدم افشای دارایی‌های نگهداری‌شده در خارج از کشور بود. براکمن ابراز بی‌گناهی کرد و با ضمانت یک میلیون دالری آزاد شد.
براکمن یکی از سرمایه‌گذاران شرکت ویستا اکوتی پارتنرز است که مؤسس آن رابرت اسمیت بود. در اکتبر سال ۲۰۲۰، اسمیت در توافقی نسبتاً نزدیک و غیرقابل‌پیگیری با وزارت دادگستری ایالات متحده آمریکا، به‌جای مالیات ۲۰۰ میلیون دالری، جریمهٔ ۱۳۹ میلیون دالری پرداخت.
در اکتبر ۲۰۲۱، براکمن و اسمیت از جمله افراد حاضر در فهرست افشاگری‌های اسناد پاندورا بودند که سرپوش‌های مالیاتی مربوط به دارایی‌های صدها سیاست‌مدار، تاجر و اشخاص سرشناس را برملا کردند.

## زندگی شخصی
براکمن در ۱۸ سالگی در ایالت کنتاکی ازدواج کرد، ولی کمی بعد طلاق گرفت. در سال ۱۹۶۸، او با دوروتی کی براکمن پیوند زناشویی بست. آن‌ها درهیوستون زندگی می‌کنند. وی زندگی شخصی خود را از انظار عمومی دور نگه داشته و تن به مصاحبه‌های رایج نمی‌دهد.
براکمن صاحب یک جت شخصی بمبارد، قایقی بادبانی ۲۰۹ فوتی به‌نام تورمویل، خانه‌ای به مساحت ۱۷ هزار فوت مربع در هیوستون و کابینی ۵۸۰۰ فوت مربعی در اسپن در ایالت کلرادو دارد.
او طرفدار و حامی مالی حزب جمهوری‌خواه است.

### نوع‌دوستی و عضویت در هیئت‌مدیره
در ژوئیه ۲۰۱۳، سنتر کالج در شهر دنویل ایالت کنتاکی اعلام کرد که مبلغ ۲۵۰ میلیون دلار از بنیاد خیریهٔ براکمن دریافت کرده‌است. این کمک مالی که به‌صورت مشروط اهدا شده بود، بعدها پس از این‌که «رویداد بزرگ بازار سرمایه» رخ نداد، پس گرفته شد.
براکمن این مبلغ را به دانشگاه رایس در هیوستون اهدا کرد و دو ساختمان در این دانشگاه به افتخار وی نام‌گذاری شد. او همچنین عضوی از شورای ناظران دانشکدهٔ تحصیلات تکمیلی بازرگانی جسی اچ. جونز است.
او به‌عنوان عضوی از هیئت امنای سنتر کالج و کالج پزشکی بیلور فعالیت می‌کند.